# Monapo

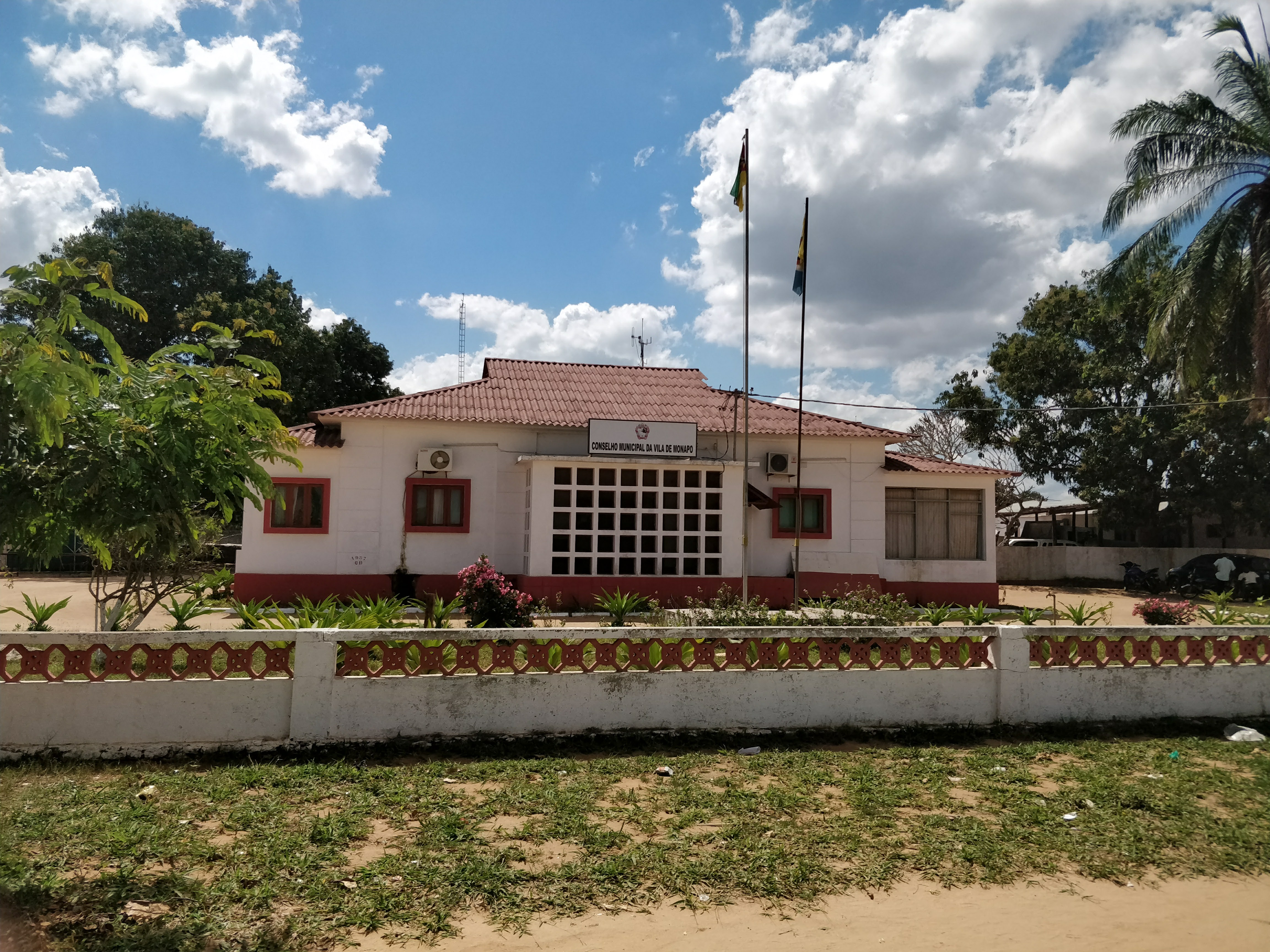
Conselho Municipal da Vila de Monapo

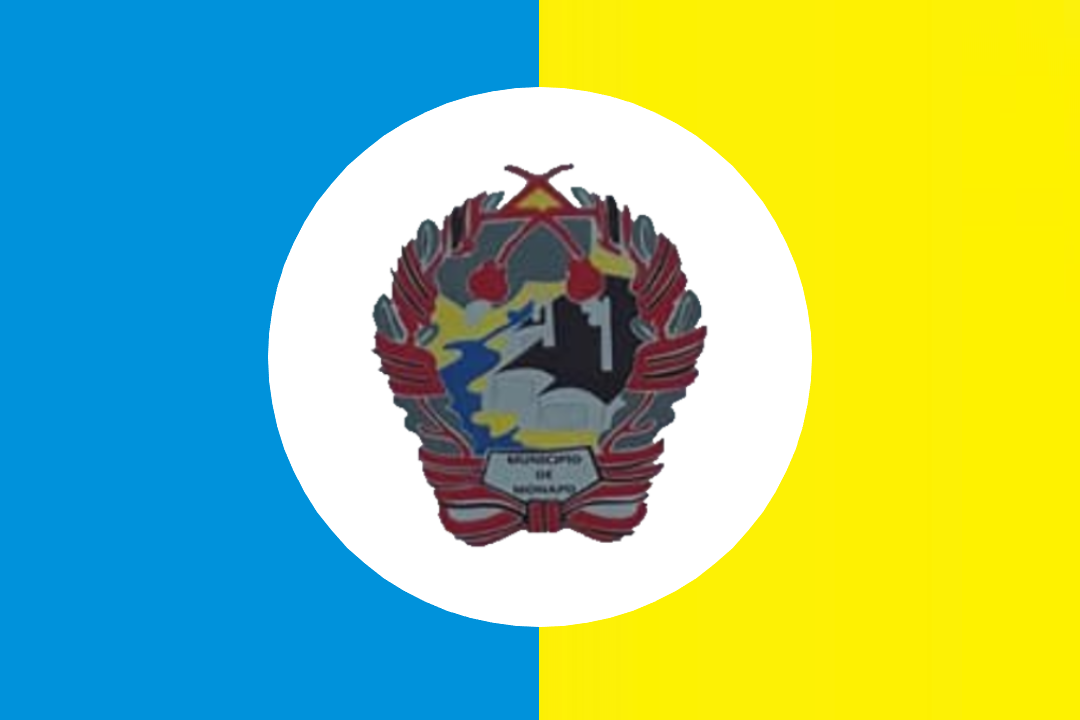
Bandeira municipal

Monapo é uma vila da província de Nampula, no norte de Moçambique, sede do distrito com o mesmo nome. Monapo é um dos 53 municípios do país, com um governo local eleito, tendo sido elevada a vila em 22 de Setembro de 1967.
O município tem uma área de 223 km².
A vila possui uma das principais estações do Caminho de Ferro de Nacala, servindo também como interconexão ferroviária para o Ramal Ferroviário do Lumbo.